# 아나모리이나리역
아나모리이나리역(일본어: 穴守稲荷駅、あなもりいなりえき)은 게이힌 급행 전철의 철도역이다. 역 번호는 KK14이다.

## 승강장
상대식 승강장 2면 2선의 지상역이다.
| 1 | ■ 게이큐 공항선 | 전 열차 하네다 공항 국내선 터미널 행                                                              |
| 2 | ■ 게이큐 공항선 | 게이큐 구리하마 · 우라가 · 신즈시 · 시나가와 · 인바니혼이다이 · 나리타 공항 · 시바야마치요다 방면 |

## 역 주변
- 아나모리이나리 신사
- 오타 구립 하네다 도서관
- 오타 하네다 우체국
- 세가 본사
- 전일본공수 훈련 센터

## 역사
- 1902년 6월 28일: 아나모리역으로 영업 개시.
- 1913년 12월 31일: 아나모리 역 동쪽으로 800m 이설, 하네다역으로 개업.
- 1915년 1월: 하네다 역을 아나모리바시역으로 개명.
- 1940년 10월: 게이큐 가마타 역 쪽으로 200m 이설.
- 1945년 9월 27일: 연합군의 공습으로 단선 운행.
- 1952년 11월: 복선 운행 재개.
- 2010년 5월 16일: 에어포트 급행의 정차역이 됨.

## 인접역
| 게이힌 급행 전철 공항선         | 게이힌 급행 전철 공항선                     | 게이힌 급행 전철 공항선                 |
| ------------------------------- | ------------------------------------------- | --------------------------------------- |
| 오토리이 센가쿠지 · 신즈시 방면 | ■ 게이큐 공항선 특급 · 에어포트 급행 · 보통 | 덴쿠바시 하네다 공항 국내선 터미널 방면 |